# Aéroport de Londres-Southend

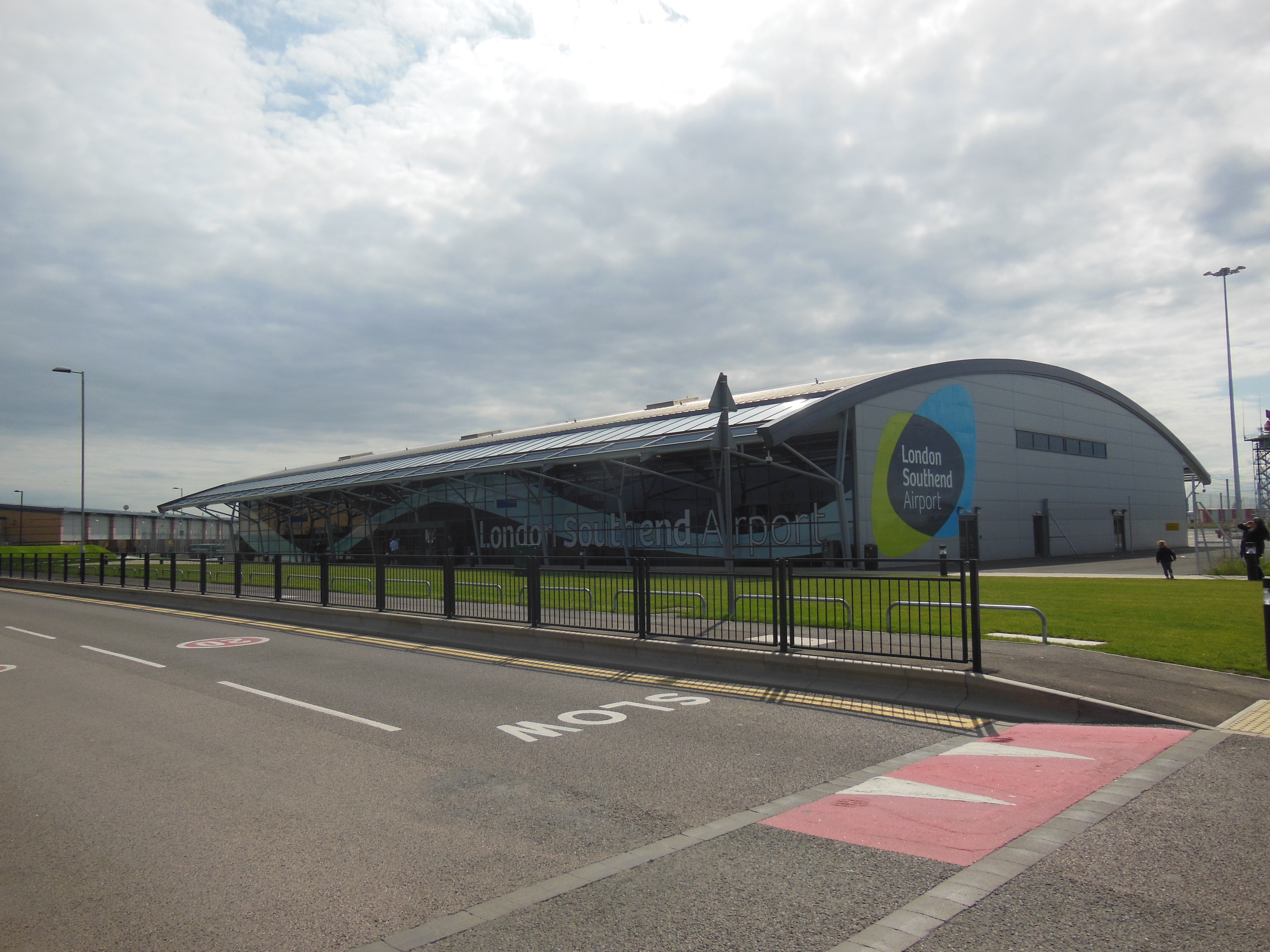
Southend, terminal no 2

L'aéroport de Londres Southend (en anglais: London Southend Airport) (code IATA : SEN • code OACI : EGMC) est un aéroport situé à 65 kilomètres à l'est de Londres près de la ville de Southend-on-Sea. C'est le sixième aéroport de Londres par ordre d'importance. Il est utilisé comme alternative par les compagnies low cost comme EasyJet pour décongestionner les grands aéroports de Londres-Heathrow et de Londres-Gatwick.

## Statistiques
Pour des raisons techniques, il est temporairement impossible d'afficher le graphique qui aurait dû être présenté ici.

Voir la requête brute et les sources sur Wikidata.

## Situation

### Carte des aéroports du Très Grand Londres
| Heathrow Gatwick Stansted Luton City Southend Blackbushe Denham Elstree Fairoaks Farnborough Lydd North Weald Redhill Rochester Stapleford White Waltham Wycombe RAF Northolt Damyns Hall Biggin Hill Oxford Héliport |

### Carte des aéroports commerciaux d'Angleterre
| Birmingham Bournemouth Bristol Doncaster · Sheffield Durham · Tees Valley East Midlands Exeter Humberside Land's · End Leeds-Bradford Liverpool L.-City L.-Gatwick L.-Heathrow L.-Luton L.-Southend L.-Stansted Lydd Manchester Newcastle · Upon Tyne Newquay · Cornouailles Norwich Southampton St Mary des Sorlingues Carlisle Lake |

## Compagnies aériennes et destinations
| Compagnies | Destinations |
| ---------- | --- |
| EasyJet    | Alicante-Elche, Amsterdam, Paris-Charles de Gaulle En saison: Faro, Genève-Cointrin, Grenoble-Alpes-Isère, Malaga-Costa del Sol, Palma de Majorque |

Édité le 06/10/2018  Actualisé le 13/07/2023

## Liaison aéroport
Le train relie la gare de Southend Airport à la gare de Liverpool Street, située près de la City en 53 minutes. C'est aussi le seul aéroport du Royaume-Uni à être directement lié au parc olympique près de la gare internationale de Stratford en 44 minutes.
Le centre-ville de Southend-on-Sea est accessible en maximum 10 minutes avec la gare de Southend Victoria.